# نیکرسون (کانزاس)
نیکرسون (به انگلیسی: Nickerson) شهری در ایالت کانزاس کشور ایالات متحده آمریکا است که جمعیت آن در سرشماری سال ۲۰۱۰ میلادی، ۱٬۰۷۰ نفر بوده‌است.

## نگارخانه

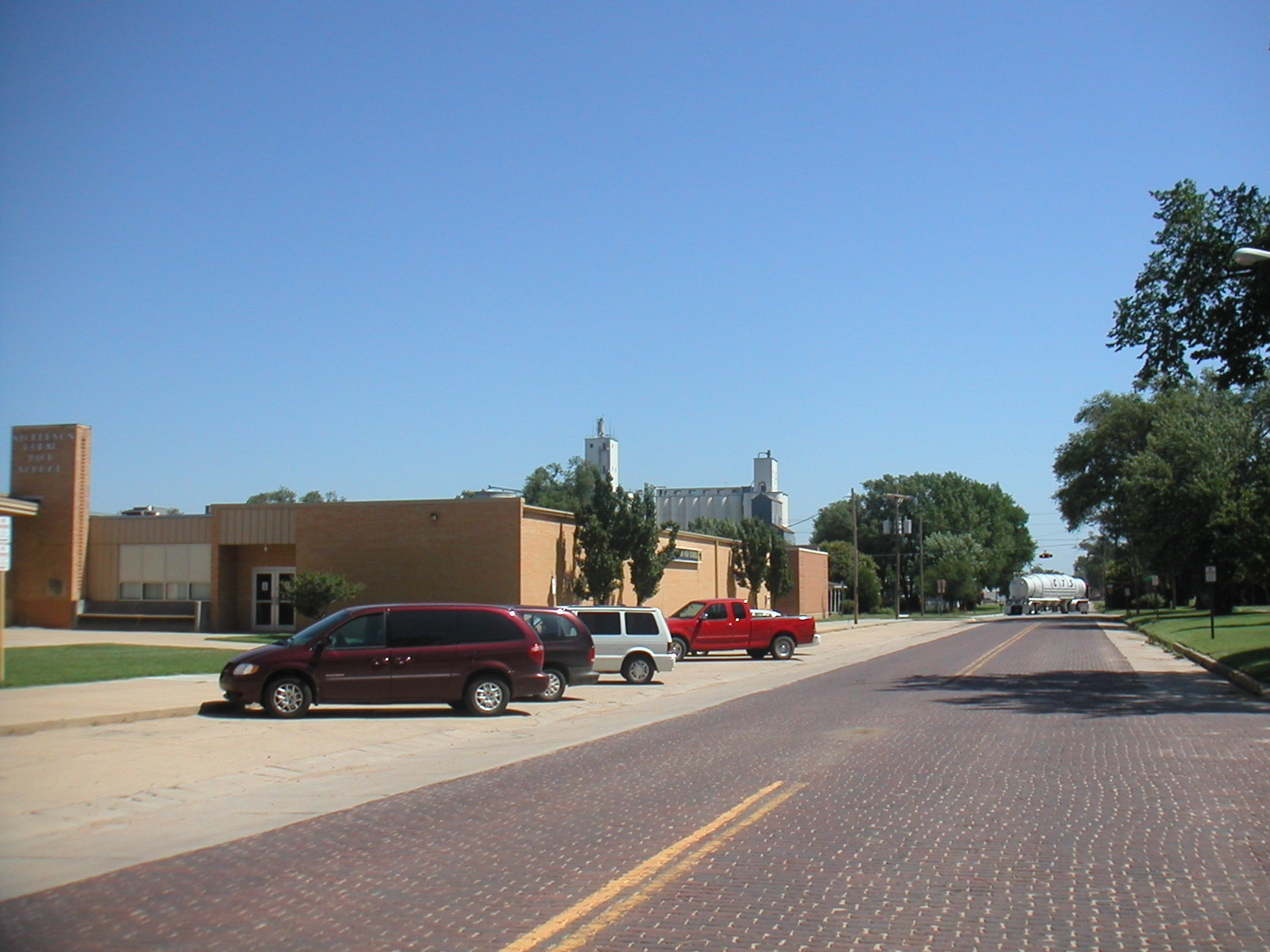
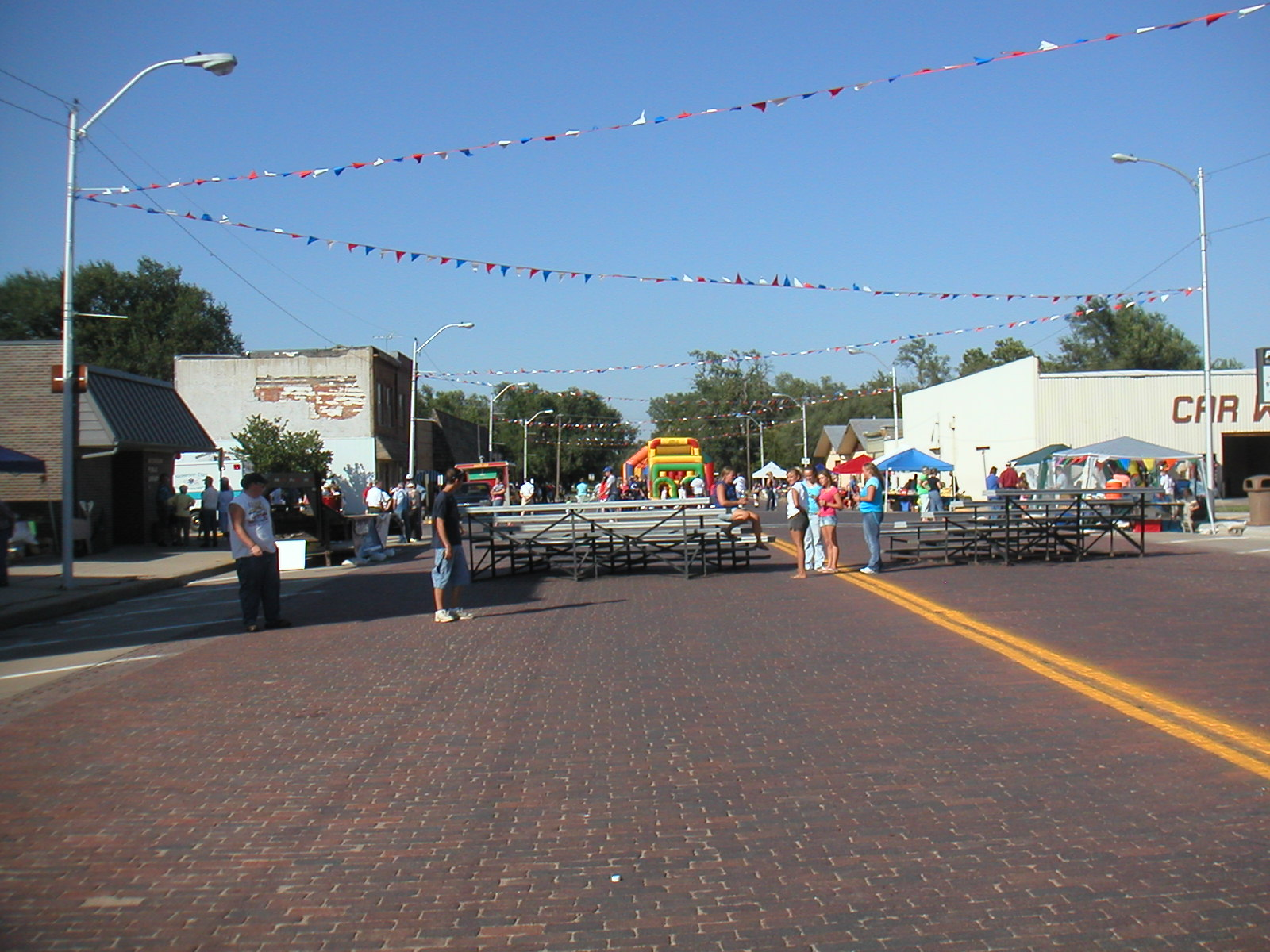
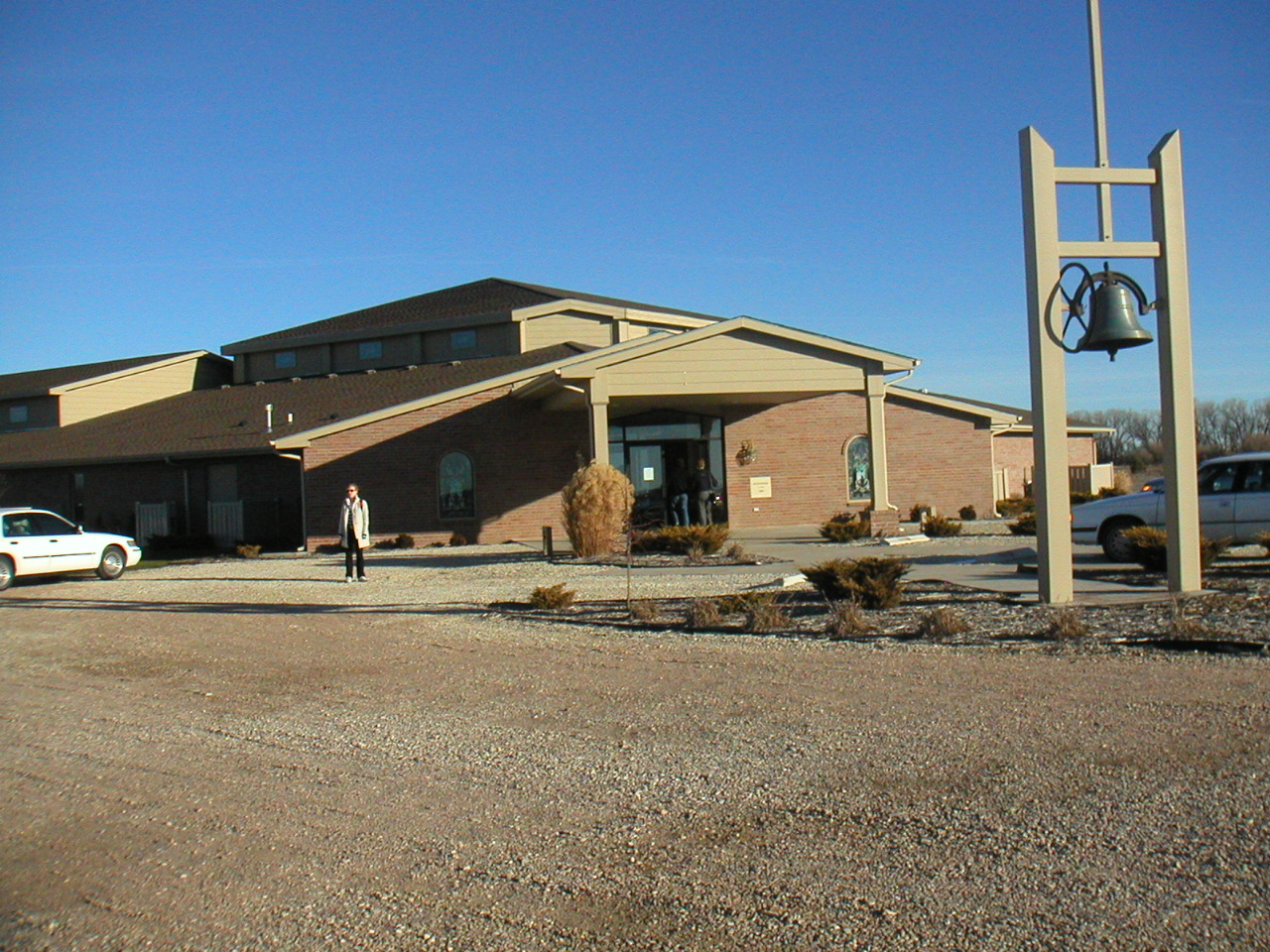
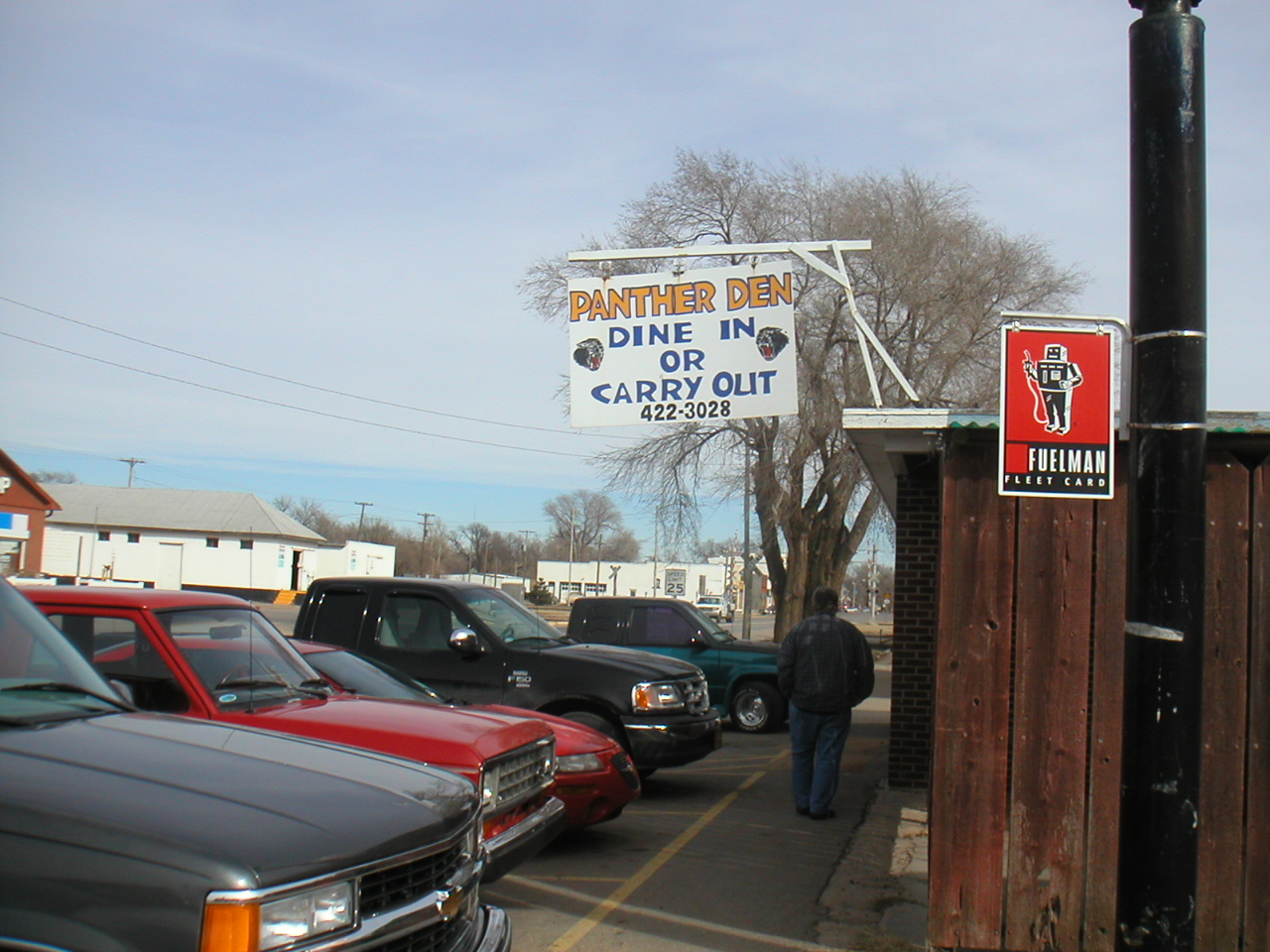